# Nemolecanium adventicium
Nemolecanium adventicium är en insektsart som beskrevs av Borchsenius 1955. Nemolecanium adventicium ingår i släktet Nemolecanium och familjen skålsköldlöss. Inga underarter finns listade i Catalogue of Life.